# Child's Play (2019)
Child's Play är en amerikansk-kanadensisk skräckfilm, samt en nyinspelning och reboot på filmen Den onda dockan från 1988, som hade biopremiär i Sverige den 20 juni 2019, samt i USA och Kanada den 21 juni samma år. Regin i filmen ansvaras av norrmannen Lars Klevberg, medan dess manus har skrivits av Tyler Burton Smith. I huvudrollerna syns Aubrey Plaza, Gabriel Bateman, Brian Tyree Henry, och Mark Hamill. Hamill agerar som röstskådespelare till den elaka dockan Chucky i filmen, en roll som tidigare har gjorts av Brad Dourif.

## Handling
Filmens handling kretsar kring familjen Barclay, som blir terroriserade av den högteknologiska dockan Chucky, detta efter att modern Karen har köpt med sig honom hem som en födelsedagspresent, till sonen Andy. För att få stopp på dockan Chucky och hans djävulska och demoniska planer, så måste sonen Andy själv få de vuxna till att lyssna på honom. Men frågan är bara om denna plan verkligen kommer att lyckas...

## Rollista (i urval)
| Aubrey Plaza      | – Karen Barclay        |
| Gabriel Bateman   | – Andy Barclay         |
| Brian Tyree Henry | – Detektiv Mike Norris |
| Mark Hamill       | – Chucky (röst)        |
| Tim Matheson      | – Henry Kaslan         |
| Beatrice Kitsos   | – Falyn                |
| Ty Consiglio      | – Pugg                 |
| Marlon Kazadi     | – Omar                 |
| David Lewis       | – Shane                |
| Carlease Burke    | – Doreen Norris        |